# Gangarawalpalli, Sedam
Gangarawalpalli là một làng thuộc tehsil Sedam, huyện Gulbarga, bang Karnataka, Ấn Độ.